# Zjawisko Gallavardina
Zjawisko Gallavardina (ang. Gallavardin phenomenon, wym. gahl-ă-var-dan[h]′) – promieniowanie szmeru stenozy aortalnej do koniuszka serca, gdzie jest głośniejszy niż nad podstawą serca. Objaw opisał francuski lekarz Louis Gallavardin (1875-1957).